# نهائي كوبا ليبرتادوريس 1991
نهائي كأس ليبرتادوريس 1991 هو النهائي الثاني والثلاثون من بطولة كأس ليبرتادوريس لتحديد بطل كوبا ليبرتادوريس 1991. تم التنافس عليها بين أوليمبيا من باراغواي و كولو-كولو التشيلي .
فاز كولو كولو 3-0 في مجموع المبارتين وأصبح أول فريق كرة قدم تشيلي يفوز بمسابقة دولية رسمية.

## الفرق المتأهلة
| فريق      | مشاركات سابقة (الخط الغليظ للفوز) |
| --------- | --------------------------------- |
| أوليمبيا  | 1960، 1979، 1989، 1990            |
| كولو كولو | 1973                              |